# Diabrotica speciosa
Espèce
Diabrotica speciosa est une espèce d'insectes coléoptères de la famille des Chrysomelidae, originaire d'Amérique du Sud. C'est un insecte ravageur polyphage dont les larves attaquent les racines et les tubercules de nombreuses plantes cultivées, notamment de la famille de Cucurbitaceae.

## Liste des sous-espèces
Selon NCBI (20 janv. 2013) :
- sous-espèce Diabrotica speciosa speciosa